# ザールラント (小惑星)
ザールラント (6099 Saarland) は、小惑星帯に位置する小惑星である。フライムート・ベルンゲンがドイツ中部、テューリンゲン州タウテンブルクのカール・シュヴァルツシルト天文台で発見した。
ドイツ南西部のザールラント州に因んで名付けられた。